# Paulina García
Paulina García Alfonso, parfois surnommée Pali García, est une actrice, directrice de théâtre et dramaturge chilienne née le 27 novembre 1960 à Santiago du Chili.

## Théâtre

### Actrice
- ¿Dónde estará la Jeanette?, comédie de Luis Rivano
- Cariño malo, de Inés Stranger, mis en scène par Claudia Echenique
- Malasangre, mis en scène par Mauricio Celedón (1991)
- El tío Vania, d'Anton Tchekhov, mis en scène par Raúl Osorio (1994)
- El lugar común
- Inocencia, de Dea Loher, mis en scène par Luis Ureta (2004)
- En la sangre, de Susan Lori Parks, mis en scène par Carlos Osorio (2004)
- Déjala sangrar, de Benjamín Galemiri, mis en scène par Adel Hakim (2005)
- El último fuego, de Dea Loer, mis en scène par Luis Ureta (2009)
- Gertrudis, el grito, de Howard Barker, mis en scène par Marcos Guzmán (2009)
- Las analfabetas, de Pablo Paredes (2010)
- Fábula del niño y los animales que se mueren, de Pablo Paredes adapté d'Euripide, mis en scène par Isidora Stevenson (2012)

### Metteuse en scène
- El continente negro, de Marco Antonio de la Parra (1996)
- Lucrecia y Judith, de Marco Antonio de la Parra
- Recordando con ira, de John Osborne
- Anhelo del corazón, de Caryl Churchill (2004)
- El neoproceso, de Benjamín Galemiri inspiré de Kafka (2006)
- La gran noche, de Marcelo Simonetti (2008)
- Apoteosis final: BBB up (2009)
- Orates, de Jaime Lorca (2010)
- La mantis religiosa, d'Alejandro Sieveking (2011)
- Cerca de Moscú, adaptation par Pablo Paredes de deux pièces de Tchekhov (2013)
- Las analfabetas, de Pablo Paredes (2016)

## Filmographie

### Cinéma

#### Longs-métrages
- 2002 : Tres noches de un sábado de Joaquin Eyzaguirre : Mathilde
- 2004 : Cachimba de Silvio Caiozzi : Antoinette
- 2004 : El Último Sacramento de Camilo Becerra : María Soledad
- 2007 : Casa de Remolienda de Joaquin Eyzaguirre : Rebeca
- 2012 : El muro de Paula Bravo : ex ministre de la culture
- 2013 : Gloria de Sebastian Lelio : Gloria
- 2013 : Génesis Nirvana : Paulina
- 2013 : I Am from Chile de Gonzalo Diaz : María
- 2013 : Las Analfabetas de Moisés Sepulveda : Ximena
- 2014 : Yo no soy Lorena d'Isidora Morras : Eleonora
- 2014 : Un Concierto Inolvidable: La Nueva Ola, La Película d'Elias Llanos : Viviana
- 2014 : Voix Off (La voz en off) de Cristián Jiménez : Matilde
- 2015 : Les 33 (The 33) de Patricia Riggen : Isabel Pereira
- 2016 : Brooklyn Village (Little Men) d'Ira Sachs : Leonor Calvelli
- 2016 : Tout va bien (Aqui no ha pasado nada) d'Alejandro Fernández Almendras : Roxana
- 2017 : El presidente de Santiago Mitre : Présidente Paula Scherson
- 2017 : La Fiancée du désert (La Novia del desierto) de Cecilia Atan et Valeria Pivato : Teresa Godoy
- 2018 : Migratory Birds (Aves migratorias) de Mateo Chicharro : Raquel
- 2018 : Algunas Bestias de Jorge Riquelme Serrano : Dolores
- 2018 : Matar al padre : Isabel
- 2019 : La misma sangre de Miguel Cohan : Adriana
- 2019 : Medea d'Alejandro Moreno : Nodriza
- 2019 : Black Beach d'Esteban Crespo : Elena
- 2021 : Mis hermanos suenan despiertos de Claudia Huaiquimilla : Ana
- 2022 : Pipa d'Alejandro Montiel : Alicia Pelari
- 2024 : Horizonte de César Augusto Acevedo : Inés

#### Courts-métrages
- 2010 : Miércoles 8/Martes 7 d'Edison Cajas
- 2011 : El 10 de

### Télévision

#### Séries télévisées
- 1984 : Los títeres : Adriana Godán años 60
- 1987 : La invitación : Laura del Solar
- 1989 : A la sombra del ángel
- 1990 : El milagro de vivir
- 2006 : JPT: Justicia para todos : Catalina
- 2006 : Huaiquimán y Tolosa : Doña Berta
- 2007 : Cárcel de Mujeres : Raquel 'La Raco' Reina
- 2007 : Héroes : María Encarnación de Fernández y Palazuelos
- 2010 : Los simuladores : Marcela
- 2011 : Los Archivos del Cardenal : Mónica Spencer
- 2013 : Cadena Nacional : Elle-même - Invité
- 2013 : Cinema 3 : Elle-même
- 2013 : Días de cine : Elle-même
- 2013 : El informante : Elle-même - Invité
- 2013 : Sin Dios Ni Late : Elle-même - Invité
- 2014 : Mentiras Verdaderas : Elle-même - Invité
- 2015-2016 : Narcos : Hermilda Gaviria
- 2017 : Maldita Moda : Elle-même
- Prochainement : La sustancia del mal

#### Téléfilms
- 2004 : Mónica, vida mía : Noemí